# Брет ле Пен
Брет ле Пен (фр. Brette-les-Pins) је насељено место у Француској у региону Лоара, у департману Сарт.
По подацима из 2011. године у општини је живело 2131 становника, а густина насељености је износила 146,86 становника/km².

## Демографија
| 1962. | 1968. | 1975. | 1982. | 1990. | 2011. |
| ----- | ----- | ----- | ----- | ----- | ----- |
| 974   | 1.176 | 1.337 | 1.352 | 1.385 | 2.131 |